# Lugnetgymnasiet
Lugnetgymnasiet är en kommunal gymnasieskola i Falun. Skolan invigdes 1983 och ligger i nära anslutning till Lugnets skid- och sportanläggning. Där finns såväl idrottsgymnasium som högskoleförberedande och yrkesförberedande gymnasieprogram, samt, på uppdrag av KOMVUX, påbyggnadsutbildningar. Skolans ljusgårdar och sällskapsytor är ritade av Bro- och Landskapsarkitekt Inger Berglund, Falun. 
Skolan har ett alltmer utvidgat samarbete med Högskolan Dalarna och näringslivet i Falun.
Till de nationella programmen vid skolan finns friidrottsgymnasium (RIG) kopplat med intagning från hela landet.

## Program
Följande program finns på Lugnetgymnasiet:
- Bygg- och anläggningsprogrammet
- El- och energiprogrammet
- Estetiska programmet
- Naturvetenskapsprogrammet
- Teknikprogrammet
- Introduktionsprogrammen
- Fordons- och transportprogrammet